# Bradley (Gloucestershire)
Bradley – wieś w Anglii, w hrabstwie Gloucestershire, w dystrykcie Stroud. Leży 27 km na południe od miasta Gloucester i 156 km na zachód od Londynu.